# Gasman

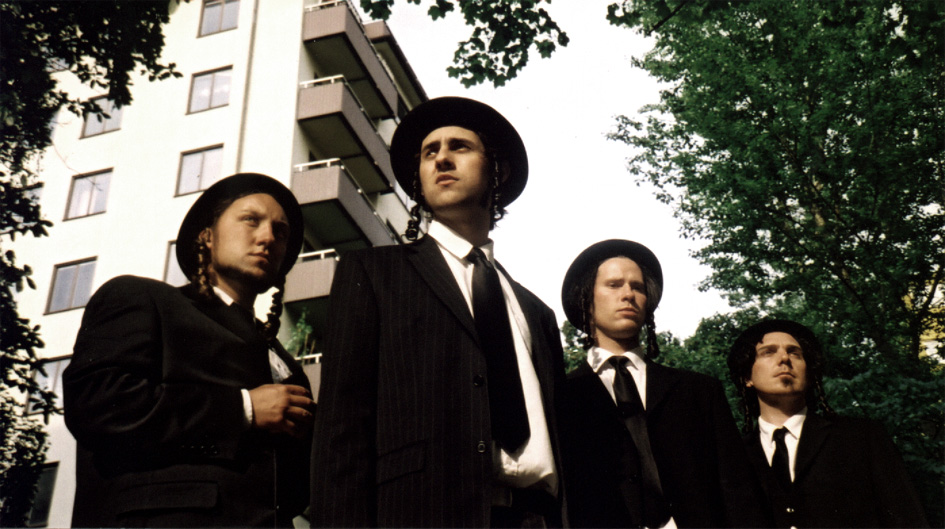

Gasman var ett punkrockband från Sandviken, aktivt mellan 1992 och 2004. Bandet blev kanske främst uppmärksammade genom musikvideon till låten Odd To You som spelades flitigt på musikkanalen ZTV. 

## Medlemmar
från 1999
- Jimi Wåhlin - Sång Gitarr,
- Jani Martiskainen - Gitarr Kör,
- Uffe Höglund - Bas Kör,
- Micke Rönn - Trummor.

Tidigare medlemmar: 
- Kalle Parling
- Lars Forsberg
- Kalle Englund
- Erik Ström
- Pelle Svensson
- Henrik Montalvo

## Diskografi
- Another League - 1997
- Wild At Heart - 1999
- The Up To No Good Super Champion Of The World - 2002
- Jernvallen Boot Boys 2003.